# Jinsei no onimotsu
Jinsei no onimotsu (人生のお荷物) è un film del 1935 diretto da Heinosuke Gosho.

## Trama
Quando anche Michiko, la figlia minore di Shozo e Tamako Fukushima, si sposa e parte per il viaggio di nozze, in casa coi genitori ormai avanti con l’età rimane l’ultimogenito Kanichi, di nove anni.
Il cinquantanovenne Shozo è sollevato dall’avere accasato le tre figlie, per la qual cosa gli sono occorsi tempo e sforzi, anche finanziari, ma ora si rende conto di dover proseguire l’ancora lungo compito di allevare il figlio piccolo, la cui nascita non era stata programmata, né desiderata dal padre. Kanichi, da parte sua, non si trova particolarmente a suo agio col papà.
Quando Shozo propone alla moglie di non fare intraprendere degli studi a Kanichi, ma di avviarlo quanto prima ad un lavoro, in modo da abbreviare la sua permanenza in casa, Tamako si indigna, e, accusando il marito di non amare il figlio, lo lascia, per stabilirsi col bambino presso la famiglia della figlia maggiore Itsuko.
Rimasto solo, una sera Shozo esce e vaga per locali notturni, dove incontra due dei propri stupiti generi. Il buttafuori allontana un bambino venditore di fiori, che a Shozo ricorda Kanichi. Quando una giovane geisha gli si rivolge chiamandolo “paparino” , Shozo lascia il locale e torna a casa.
Kanichi non è molto contento della sua nuova sistemazione: la scuola è più lontana, e non ha amici nel circondario. Un giorno, dopo la scuola, egli si confonde e torna nella casa del padre, che lo accoglie amorevolmente. Kanichi telefona a casa di Itsuko, rassicurando la sorella: dice che è a casa del papà e che si fermerà per la notte. I rapporti fra padre e figlio da allora si appianano, e, dopo poco, nel giorno del rientro di Michiko dal viaggio di nozze, Tamako si riunisce al marito ed al figlio.